# Megarhyssa superba
Megarhyssa superba är en stekelart som först beskrevs av Franz Paula von Schrank 1781.  Megarhyssa superba ingår i släktet Megarhyssa och familjen brokparasitsteklar. Enligt den finländska rödlistan är arten nära hotad i Finland. Arten är reproducerande i Sverige. Artens livsmiljö är skogar. Inga underarter finns listade i Catalogue of Life.